# Sickergrube

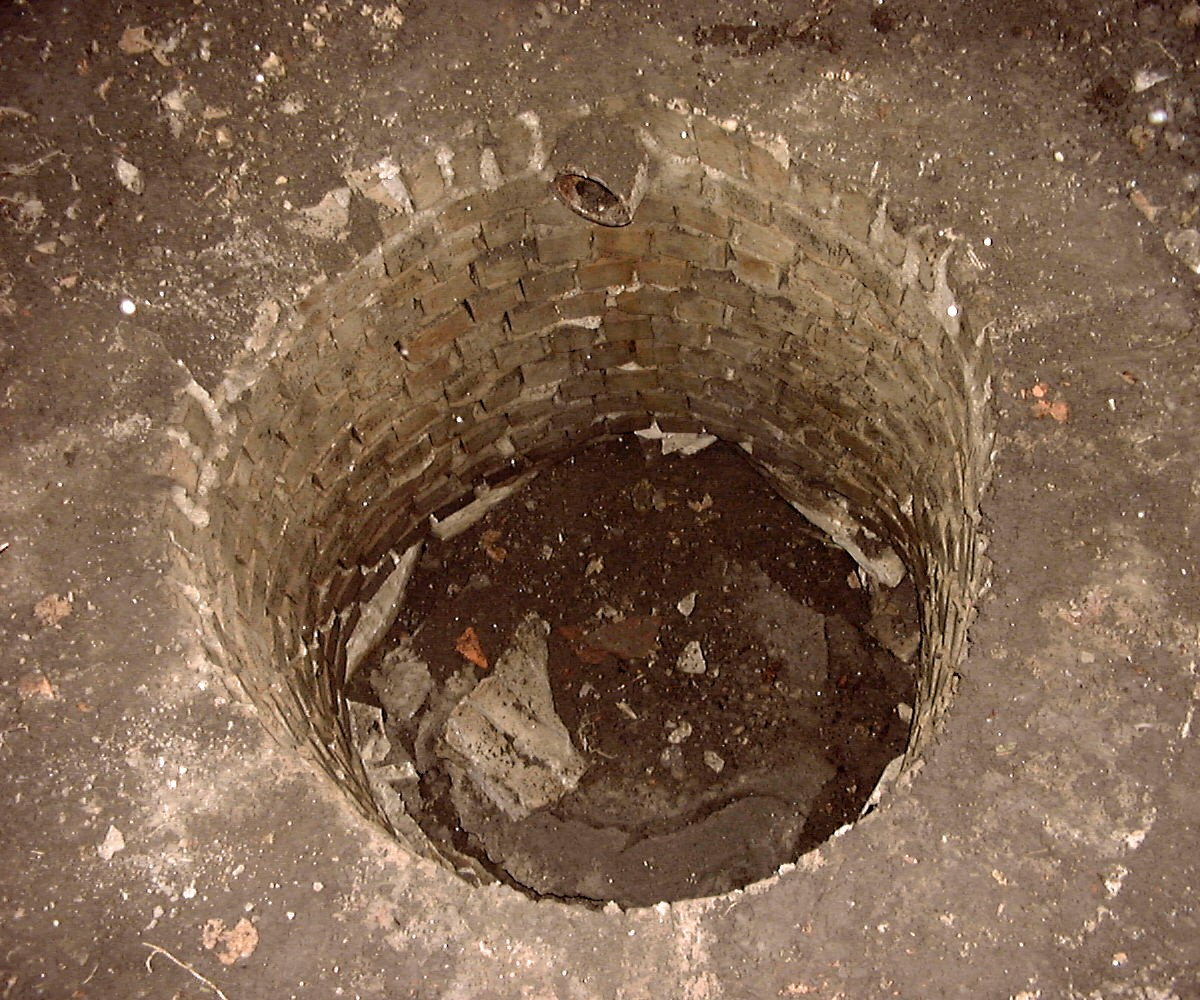
Alte Sickergrube, bis etwa 1960 in Betrieb

Die Sickergrube oder Versitzgrube ist eine Klärgrube zur Regenwasserversickerung oder zur autonomen Entwässerung von Schwarzwasser oder von Abwasser.

## Bauart
Die Bauform geht dabei von einfachen Gruben bis zum Sickerschacht aus Betonfertigteilen.

## Funktion
In zahlreichen Ländern ist im ländlichen Raum die Entsorgung menschlicher Exkremente und manchmal des Abwassers über Sickergruben die Regel (z. B. USA, Kanada, Frankreich, Spanien).
Je nach Konstruktion lassen sie sich auch mit Wasserspülung betreiben.
Meistens erfordern Sickergruben aber ein Plumpsklo.
Die Exkremente landen dann entweder direkt oder über Rohre in einer ausgehobenen Grube mit porösem Untergrund, meist normaler Erde.
Urin und andere Flüssigkeiten sickern in den Boden und die Wände, zurück bleibt nur eine feste, verrottende Masse, die aus Kot, Toilettenpapier und dergleichen besteht.
Ist die Grube bis zu einem bestimmten Pegel gefüllt, wird sie ausgepumpt oder mit Erde aufgefüllt und an anderer Stelle eine neue Grube ausgehoben.
Eine Sickergrube mit einem darübergelegten „Donnerbalken“ stellt also die einfachste Form einer Toilette dar.
In Deutschland und in vielen anderen Ländern werden Sickergruben heute aus Umweltschutzgründen nur noch zur Versickerung von Regenwasser verwendet, die Einleitung von Hausabwässern ist meist nicht mehr gestattet. Hierzu dient die öffentliche Kanalisation, früher auch Klärgruben (die einfachste Form einer Kleinkläranlage, die allerdings seit 2015 nicht mehr zulässig ist). Eine weitere Alternative sind Abwassersammelgruben, in denen das Abwasser lediglich gesammelt und, sobald die Grube gefüllt ist, von einem speziellen Saugfahrzeug abgefahren wird. Im Unterschied zur Sickergrube besitzt eine Sammelgrube dichte Wände und einen undurchlässigen Boden, da das Abwasser ja gerade nicht versickern soll. Umgangssprachlich wird aber oft nicht zwischen Sickergruben, Klärgruben und Sammelgruben unterschieden.

## Archäologie
Im archäologischen Bereich werden historische Sickergruben unter einem Plumpsklo als Kloaken bezeichnet. Während des Mittelalters und in der Frühen Neuzeit wurden sie in Städten neben ihrer Funktion als Toilette auch zur Entsorgung von Abfällen aller Art genutzt. Bei Ausgrabungen finden sich daher in ihnen oft Alltagsgegenstände. Dazu zählen vor allem Keramik- und Glasfunde. In Kloaken herrschen in vielen Fällen ausgezeichnete Erhaltungsbedingungen für organische Materialien (z. B. Holz, Leder), so dass aus ihnen Gebrauchsgegenstände geborgen werden können, die sonst nicht überdauert hätten. Die Erhaltung ist durch die Lage im Einflussbereich des Grundwassers und die kompakte Lagerung der Fäkalienschichten bedingt. Da keine Durchlüftung herrscht, wird die Zersetzung der Kloakensedimente gehemmt. Zudem können durch Untersuchungen mittelalterlicher Kloaken infektionsepidemiologische Erkenntnisse für die Paläopathologie gewonnen werden.